# Muniz Ferreira
Muniz Ferreira är en kommun i Brasilien.   Den ligger i delstaten Bahia, i den östra delen av landet, 1 000 km öster om huvudstaden Brasília. Antalet invånare är 7 310.
Omgivningarna runt Muniz Ferreira är en mosaik av jordbruksmark och naturlig växtlighet. Runt Muniz Ferreira är det ganska glesbefolkat, med 47 invånare per kvadratkilometer.